# The Casualties
The Casualties est un groupe de street punk et punk hardcore américain, originaire de New York. Dès leur tout début, le groupe voulait présenter à travers leurs chansons le style punk hardcore des années 1980. The Casualties est actuellement composé de Jake à la guitare, Meggers à la batterie et Rick à la basse. Ils sortent un DVD présentant leurs tournées au Japon et au Mexique, Can't Stop Us.
Ils sont aussi présents sur la bande originale de Tony Hawk's Underground 2 avec la chanson Marching Joe (ou Unknown Soldier). Leur chanson Get Off My Back peut être entendue dans le jeu vidéo Tony Hawk's American Wasteland.

## Biographie

### Débuts (1990–1998)
The Casualties est formé en 1990, avec Jorge Herrera (chant), Hank (guitare), Colin Wolf (chant), Mark Yoshitomi (basse) et Yureesh Hooker (batterie). Les membres voulaient revenir à ce qu'ils appellent l'« âge d'or » du street punk, caractérisé par The Exploited et Charged GBH qui pensaient voir disparaitre en 1985. Aux débuts du groupe, la formation est fluide, et subit plusieurs changements. Cette première année, Colin quitte le groupe pour terminer ses études, et est remplacé par Rachel, chanteuse de TheRivits.
Au début de 1991, Hank quitte le groupe pour être templacé par Fred à la guitare pour enregistrer Political Sin en mars 1991 pour la compilation Benefit for Beer. Scott (C Squat) remplace temporairement Fred jusqu'à son retour. À cette période, le guitariste Hank joue à quelques concerts, et Steve Distraught joue brièvement à la seconde guitare. The Casualties se stabilise suffisamment longtemps pour enregistrer sa première démo à la fin de 1991, et l'EP Casualty au printemps 1992. À la fin de 1992, Mark et Fred quittent le groupe et sont remplacés par Mike Roberts à la basse et Jake Kolatis à la guitare, suivis par le départ de Yureesh et Colin en 1994, qui seront remplacés par Shawn à la batterie, tandis que le groupe reste avec un seul vocaliste,. En 1994, l'EP quatre titres Drinking is Our Way of Life est enregistré, mais non publié. Les chansons seront plus tard incluses dans l'album Early Years 1990-1995 en 1999. En 1995, le deuxième album du groupe, l'EP A Fuckin' Way of Life, est publié au label Eyeball Records. Après l'enregistrement de A Fuckin' Way of Life, Shawn quitte le groupe, et Marc Eggers (surnommé Meggers) des Rivits, devient leur batteur. La formation qui comprend Jorge, Jake, Mike, et Meggers continue dans cette lignée jusqu'en 1997.
En 1996, The Casualties deviennent le premier groupe américain à participer au festival Holidays in the Sun à Londres. En 1997, le premier album studio, For the Punx, est publié au label Tribal War Records, puis le groupe part en tournée américaine avec The Varukers. Mike (basse) quitte le groupe en 1998, pour être remplacé par Johnny Rosado, du groupe The Krays,. Ils publient leur deuxième album studio, intitulé Underground Army, et commence une tournée internationale. Jon quitte le groupe pendant sa tournée européenne, pour être temporairement remplacé par Dave Punk Core.

### Formation actuelle (depuis 1999)

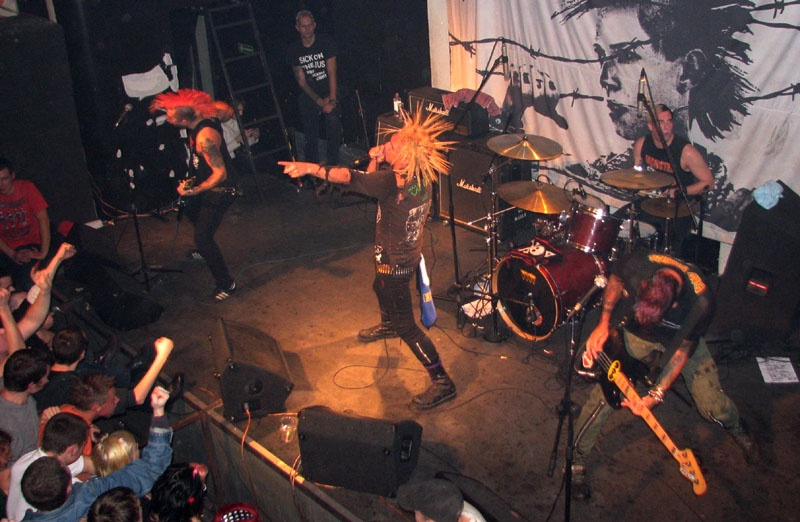
The Casualties, en Pologne, durant leur Under Attack. European Tour 2007.

Après leur tournée internationale, Dave est remplacé par Rick Lopez du groupe, Manix. La formation se solidifie et continue encore en date. La fin du millénaire, 1999, assiste à la sortie de la compilation Early Years 1990–1995. Le groupe continue ses tournées dans les années 2000 et produit plusieurs albums. Ils tournent avec plusieurs groupes comme The Exploited, GBH, Cockney Rejects, Slaughter and the Dogs et English Dogs.
En décembre 2009, The Casualties joue avec Hatebreed, The Acacia Strain, Crowbar, et Thy Will Be Done au Stillborn Fest. En été 2012, The Casualties joue la tournée Tonight We Unite avec Nekromantix, où ils jouent l'album For the Punx dans son intégralité. Plus tard dans l'année, The Casualties publie son nouvel album intitulé Resistance au label Season of Mist,. En 2013, The Casualties joue à de grands festivals punk rock à l'international comme le Rebellion Festival à Blackpool, en Angleterre, où ils jouent avec The Exploited, Special Duties, Chron Gen et Anti-Establishment.

## Membres

### Membres actuels
- Jake Kolatis – chant, guitare (depuis 1993)
- Marc « Meggers » Eggers – batterie (depuis 1995)
- Rick Lopez – chant, basse (depuis 1998)
- David Rodriguez - chant (depuis 2018)

### Anciens membres
- Jorge Herrera – chant (1990-2017)
- Colin Wolf – chant (1990–1994)
- Hank – guitare (1990–1991)
- Fred – guitare (1991–1993)
- Mark Yoshitomi – basse (1990–1993)
- Mike Roberts – basse (1993–1997)
- Johnny Rosado – basse (1997–1998)
- Yureesh Hooker – batterie (1990–1994)
- Shawn – batterie (1994–1995)